# Philarète de Moscou
Pour les articles homonymes, voir Drozdov.
Philarète (russe : Митрополит Филарет, né Vassili Mikhaïlovitch Drozdov, Василий Михайлович Дроздов, le 26 décembre 1782 (6 janvier 1783 dans le calendrier grégorien) à Kolomna ; décédé le 19 novembre 1867 (1er décembre dans le calendrier grégorien) à Moscou) fut métropolite de Moscou de 1826 à 1867. Il a été canonisé en 1994,.

## Biographie

### Éducation
Né à Kolomna ; il étudie au petit séminaire local, puis au grand séminaire de la Laure-Saint-Serge dirigé par l'archimandrite Eugraphe (Messalevski-Platonov) qui l'introduit surtout à la philologie et à la stylistique, en se basant sur des ouvrages protestants tels que ceux d'Hollatius. Il approfondit en autodidacte ses connaissances en langues anciennes et théologie.

### À Saint-Pétersbourg
En 1809, il est appelé à l'Académie théologique de Saint-Pétersbourg où il finit par enseigner malgré la méfiance du clergé local. Il s'impose par la force de son éloquence, dans un style très orné au début, aux phrases complexes et contrapunctiques, et aux sujets tirés du piétisme de l'époque : mystère de la Croix, manifestation de l'esprit etc. Ayant lu les orateurs français, Massillon, Bourdaloue et Fénelon, mais aussi sans doute les Pères de l'Église tels Jean Chrysostome et Grégoire le Théologien, il délivra des chefs-d'œuvre d'éloquence, comme ses sermons du Vendredi Saint 1813 et 1816.
À cette époque, il officie à la chapelle privée du ministre des Cultes Galitzine, ainsi qu'au monastère Saint-Georges de Novgorod dont il fut nommé higoumène en 1812.
Homme réservé et silencieux sur sa vie personnelle et intellectuelle, il partageait volontiers ses connaissances avec ses auditoires, et fut chargé de nombreux cours dans ses premières années sur des matières qu'il avait peu étudié et qu'il dut travailler avec vigueur ; ses premiers ouvrages en sont le reflet : Essai d'histoire ecclésiale et biblique (1816) et Notes sur la Genèse (1816).
Il se passionne pour le projet de la Bible en russe promu par la société biblique russe, mais voit l'opposition au projet se développer : méfiance envers la Bible qui pourrait « rendre fou » ses lecteurs chrétiens, interdiction de sa lecture dans les lycées militaires, défiance envers saint Macaire l'Égyptien ou la Prière du cœur etc. Le projet de la Bible russe est abandonné avec la révocation de Galitzine. La Commission des écoles religieuses se choisit alors comme président Eugène (Bolkhovitinov) plutôt que Philarète, car le mouvement conservateur représenté par Photios était majoritaire, et Philarète était connu pour son attachement à la langue russe pour éveiller l'intelligence de ses élèves.

### Métropolite de Moscou
S'occupant par la suite de son diocèse, il intervient épisodiquement au Saint-Synode, s'opposant en 1827 au projet du général Morder d'une réforme du Saint-Synode sur le modèle du consistoire protestant, ou rédigeant une note contre l'emploi du latin dans les études théologiques et pastorales (qui disparut dans les faits dans les années 1830).
En tant que censeur de ses subordonnés, il exigea des écrits justifiés par la Bible, gage d'authenticité, plutôt que de multiples références aux autorités de la tradition. Sergueï Soloviev dans ses Carnets autobiographiques soutient qu'il détruisait toute velléité de création au sein de l'Académie de Moscou (témoignage contredit par Grigori Elisseïev, élève à l'Académie de Moscou et futur professeur à l'Académie de Kazan). Le patriarche Philarète était ami avec l'historien de l'Église Andreï Mouraviov, qu'il conseilla dans ses travaux.
Il s'opposa à la publication des contes et des légendes collectés par Alexandre Afanassiev, déclarant par exemple que « les légendes publiées par Afanassiev sont entièrement blasphématoires et immorales. Elles offensent le sentiment de piété et la propriété. La religion doit être mise à l'abri d'une telle profanation ».

## Illustrations

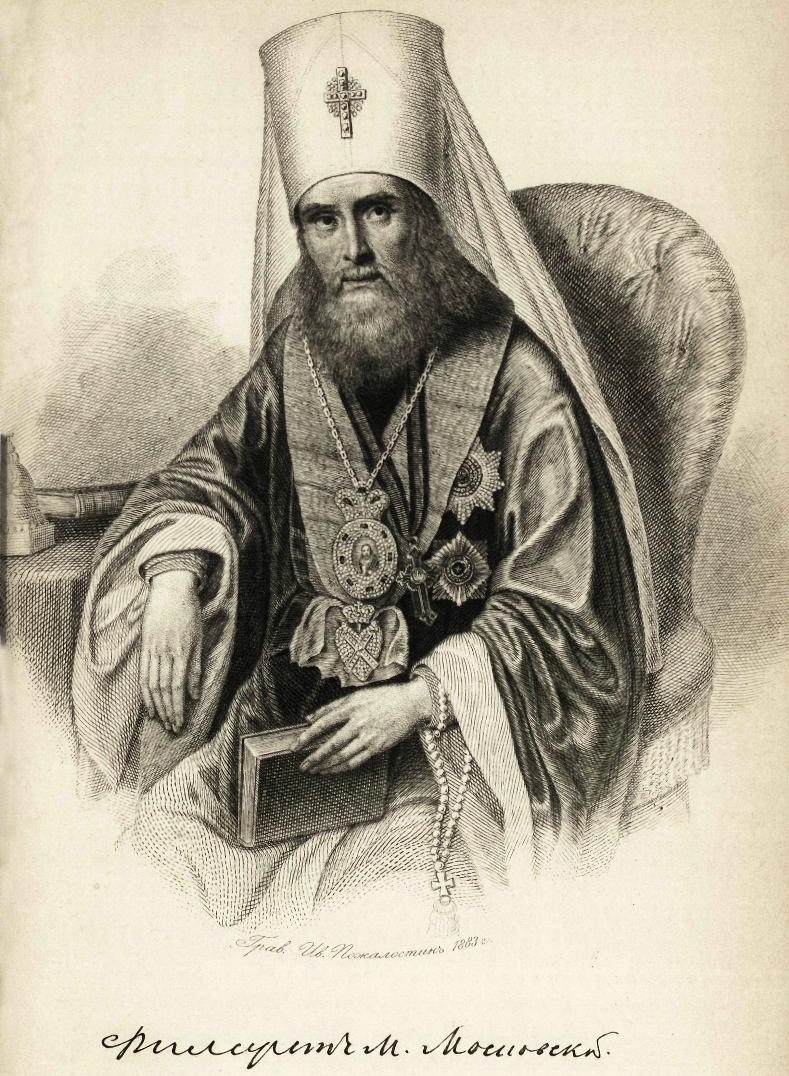
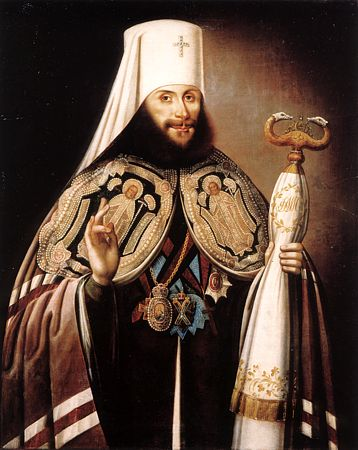
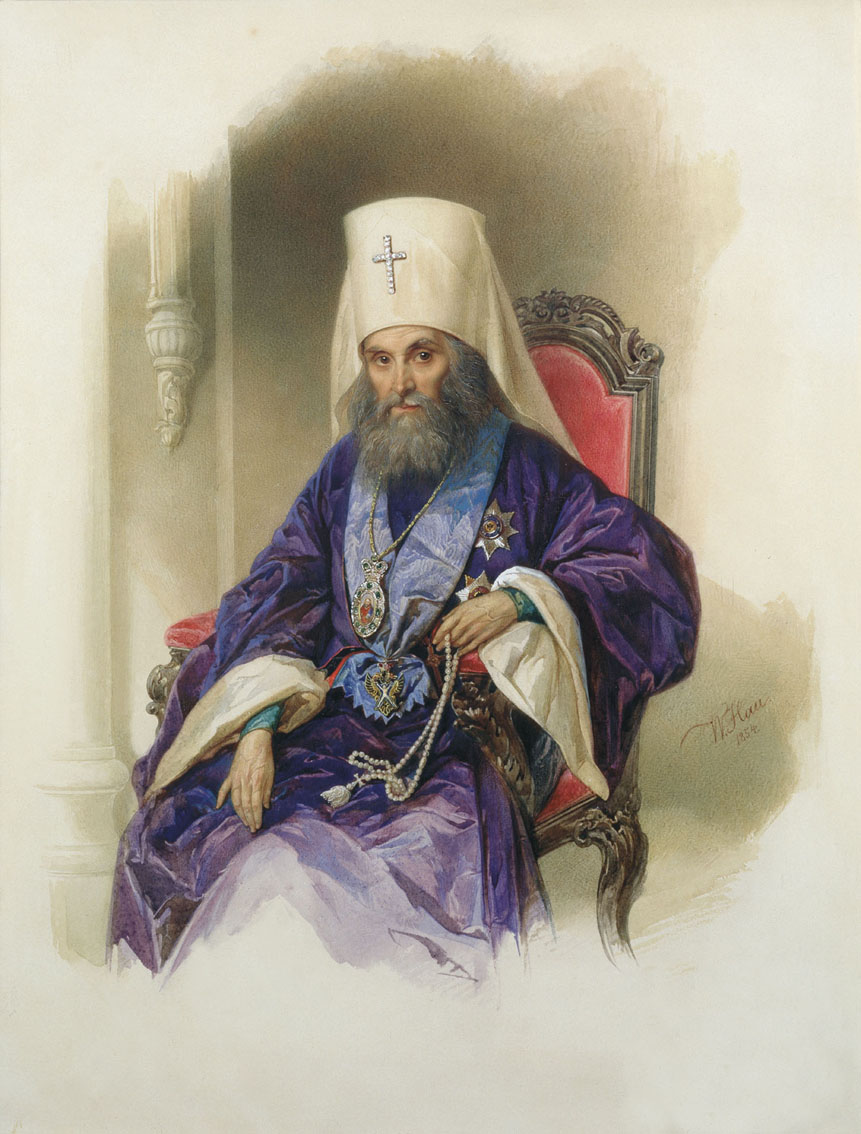

## Sélection d'œuvres
Ses occupations pastorales ne permirent pas à Philarète de mettre en forme une théologie propre, que l'on devine centrée sur les Écritures (héritage de ses lectures protestantes) et la contemplation. Ses écrits sont basés moins sur la déduction que la description des principaux points de foi tels qu'il apparaissent dans la Bible : l'Annonciation comme passage de l'Ancien au Nouveau Testament, le Christ comme homme se sacrifiant pour l'humanité.
- Exposé des différences de foi entre les Églises occidentales et orientales, 1811 : se base sur des arguments qui ne prennent pas en compte la tradition de l'Église, y préférant la Bible.
- Regard sur les sciences théologiques (1814): base la théologie sur les Écritures et sur son déroulement historique.
- (ru) Разговор между испытующим и уверенным о Православии Восточной Греко-российской церкви с присовокуплением выписки из окружного послания Фотия, патриарха Цареградского, к восточным патриаршим престолам  (« Dialogue entre la recherche et la foi sur l'orthodoxie orientale Église gréco-russe Moscou Saint-Pétersbourg, 1815)
- Entretiens d’un sceptique et d’un croyant sur l’orthodoxie de l’Église orientale  (trad. Arsène Soudakoff), Paris, Bureaux de l'Union chrétienne, 1862  (Wikisource)
- (ru) Начертание церковно-библейской истории (Essai d'histoire ecclésiale et biblique), 1816
- (ru) Пространный христианский катихизис Православной Кафолической Восточной Церкви, 1823
- Catéchisme détaillé de l’Église catholique orthodoxe d’Orient  (trad. anonyme), Paris, Friedrich Klincksieck, 1851  (Wikisource)